# Jorge Loredo
Jorge Rodrigues Loredo, né le 7 mai 1925 à Rio de Janeiro et mort dans la même ville le 26 mars 2015, est un acteur et un humoriste brésilien. Il est surtout connu pour avoir créé le personnage comique et extravagant de Zé Bonitinho,. Parallèlement à son métier d'acteur, il a exercé la profession d'avocat expert de la sécurité sociale et du travail. Il est le frère de l'acteur João Loredo. 